# 柳井市民球場
柳井市民球場（やないしみんきゅうじょう）は山口県柳井市にある野球場。
全国高等学校野球選手権山口大会等で使用される。2011年（平成23年）に開催されたおいでませ!山口国体では、軟式高校野球（公開競技）の会場となった。
柳井市は、同市が推進する行政改革「柳井ニューディール」の一環として命名権を導入、株式会社ビジコムがスポンサーとして命名権を獲得し、2009年（平成21年）11月1日から愛称が「ビジコム柳井スタジアム」となった。

## 施設概要
- 所在地：柳井市南浜3丁目2番1号
- 両翼98m、中堅122m
- 収容人数：8,000人（内野イス席：5,000人、外野芝生席：3,000人）
- 照明設備：なし